# Équipe de Roumanie féminine de basket-ball
Cet article traite de l'équipe féminine. Pour l'équipe masculine, voir Équipe de Roumanie masculine de basket-ball.
Maillots
L'équipe de Roumanie féminine de basket-ball est l'équipe nationale qui représente la Roumanie dans les compétitions internationales féminine de basket-ball. Elle est placée sous l'égide de la Fédération roumaine de basket-ball (FRB). L'équipe est affiliée à la FIBA depuis 1932. Son surnom est "Tricolori", ce qui signifie « Les Tricolores ».
Bien que la Roumanie ait été l'un des pays fondateurs de la FIBA en Europe en 1932, l'équipe nationale n'a jamais récolté de médailles dans les compétitions internationales. Elle n'a jamais participé aux Jeux olympiques, mais a atteint ses meilleures positions en 1959 avec sa seule participation aux Championnats du monde, où elle a obtenu la sixième place, et dans la première moitié des années 1960, où aux Championnats d'Europe, elle a obtenu trois fois consécutives la quatrième place. Présence constante dans les années 1970 et 1980, elle connaît un déclin technique tout au long des années 1990, qui l'éloigne des plus hautes scènes internationales. Elle est réapparue aux Championnats d'Europe 2005 et 2007.

## Histoire

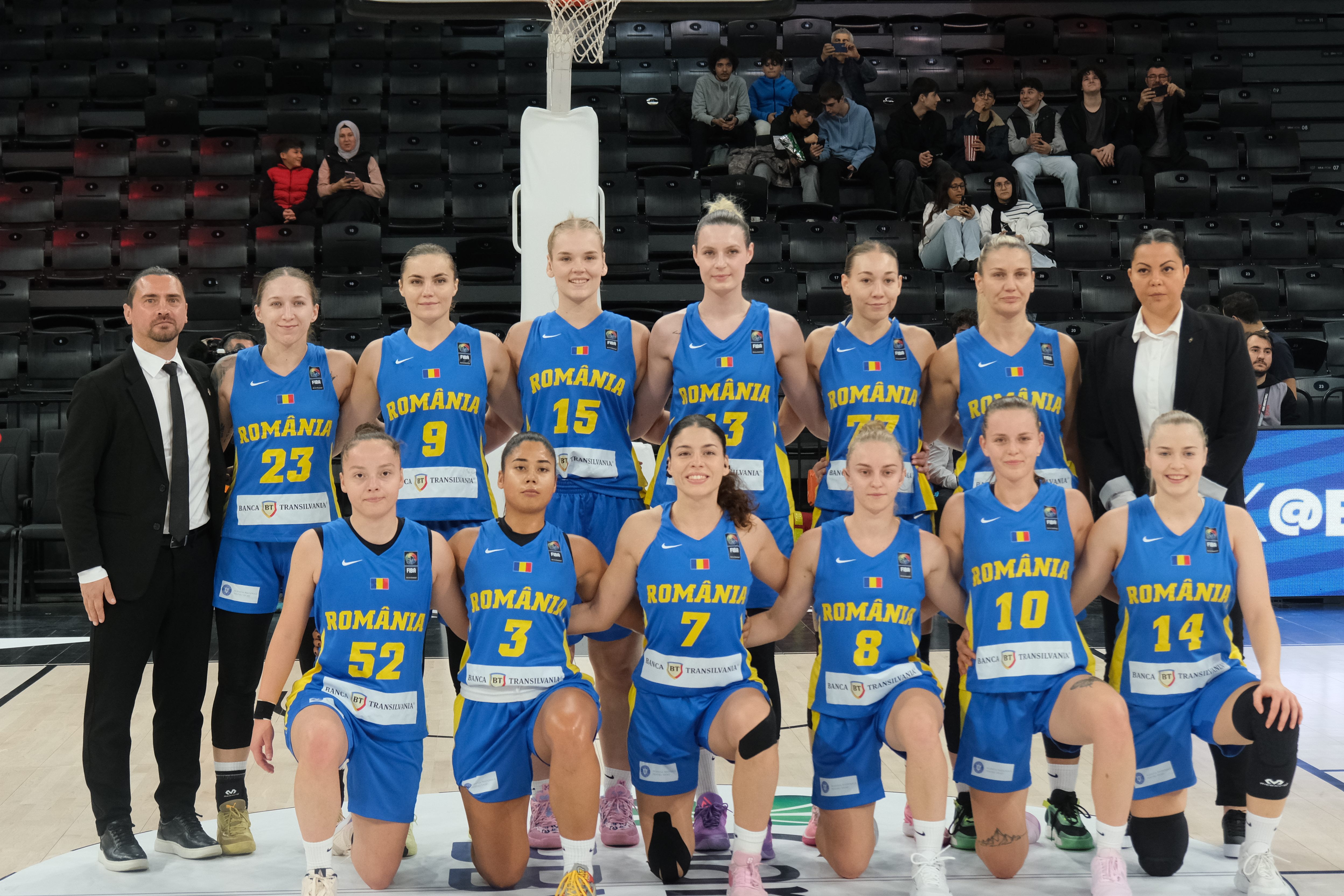

## Résultats

### Palmarès
| Compétitions mondiales                             | Compétitions continentales |
| -------------------------------------------------- | -------------------------- |
| - Jeux olympiques - Néant - Coupe du monde - Néant | - EuroBasket - Néant       |

### Parcours en compétitions internationales

#### Jeux olympiques
| Année | Position      |      | Année         | Position |               | Année | Position |
| 1976  | Non qualifiée | 1996 | Non qualifiée | 2016     | Non qualifiée |       |          |
| 1980  | Non qualifiée | 2000 | Non qualifiée | 2020     | Non qualifiée |       |          |
| 1984  | Non qualifiée | 2004 | Non qualifiée | 2024     | -             |       |          |
| 1988  | Non qualifiée | 2008 | Non qualifiée | 2028     | -             |       |          |
| 1992  | Non qualifiée | 2012 | Non qualifiée | 2032     | -             |       |          |

#### Coupe du monde
| Année | Position      |      | Année         | Position |               | Année | Position |
| 1953  | Non qualifiée | 1979 | Non qualifiée | 2006     | Non qualifiée |       |          |
| 1957  | Non qualifiée | 1983 | Non qualifiée | 2010     | Non qualifiée |       |          |
| 1959  | 6e            | 1986 | Non qualifiée | 2014     | Non qualifiée |       |          |
| 1964  | Non qualifiée | 1990 | Non qualifiée | 2018     | Non qualifiée |       |          |
| 1967  | Non qualifiée | 1994 | Non qualifiée | 2022     | Non qualifiée |       |          |
| 1971  | Non qualifiée | 1998 | Non qualifiée | 2026     | -             |       |          |
| 1975  | Non qualifiée | 2002 | Non qualifiée | 2030     | -             |       |          |

#### EuroBasket
| Année | Position      |      | Année         | Position |               | Année | Position |
| 1938  | Non qualifiée | 1976 | 9e            | 2003     | Non qualifiée |       |          |
| 1950  | 7e            | 1978 | 8e            | 2005     | 12e           |       |          |
| 1952  | 10e           | 1980 | 8e            | 2007     | 13e           |       |          |
| 1954  | Non qualifiée | 1981 | 8e            | 2009     | Non qualifiée |       |          |
| 1956  | 10e           | 1983 | 9e            | 2011     | Non qualifiée |       |          |
| 1958  | Non qualifiée | 1985 | 9e            | 2013     | Non qualifiée |       |          |
| 1960  | 6e            | 1987 | 11e           | 2015     | 19e           |       |          |
| 1962  | 4e            | 1989 | Non qualifiée | 2017     | Non qualifiée |       |          |
| 1964  | 4e            | 1991 | Non qualifiée | 2019     | Non qualifiée |       |          |
| 1966  | 4e            | 1993 | Non qualifiée | 2021     | Non qualifiée |       |          |
| 1968  | 8e            | 1995 | Non qualifiée | 2023     | Non qualifiée |       |          |
| 1970  | 8e            | 1997 | Non qualifiée | 2025     | Non qualifiée |       |          |
| 1972  | 5e            | 1999 | Non qualifiée | 2027     | -             |       |          |
| 1974  | 6e            | 2001 | Non qualifiée | 2029     | -             |       |          |